# 大德恒票号旧址
大德恒票号旧址是一座清代古建筑，位于山西省晋中市祁县昭馀古城内西大街51号。
2003年1月15日，大德恒票号旧址授予晋中市文物保护单位。